# Seishin-Yamate-lijn
De Seishin-Yamate-lijn (西神・山手線, Seishin-Yamate-sen) is een van de twee metrolijnen van de metro van de Japanse stad Kōbe. De lijn is ontstaan na de samenvoeging van twee lijnen: de Seishin-lijn in het westen en de Yamate-lijn in het oosten. Daarnaast maakt de metrolijn ook gebruik van het traject van de Hokushin Kyūkō Spoorwegmaatschappij. De lijn loopt van oost naar west en heeft als kenmerken de letter S (waarmee de stations worden aangeduid, de  in het symbool verwijst naar het U-vormige traject) en de kleur mintgroen. De Seishin-Yamate-lijn is 22,7 km lang en kruist de Kaigan-lijn bij de stations Sannomiya en Shin-Nagata. Er zijn in totaal 16 stations (17 inclusief het station van Hokushin Kyūkō). Dagelijks vervoert deze lijn ongeveer 260.000 passagiers.

## Geschiedenis
Begin jaren 70 werd besloten om in Kōbe een metrostelsel aan te leggen. In 1977 werd het eerste gedeelte van de Seishin-lijn (West-Kōbe-lijn) geopend en in 1983 het eerste gedeelte van de Yamate-lijn. De lijnen werden in 1993 samengevoegd, waarbij de Seishin-Yamate-lijn haar huidige vorm kreeg. Sinds 1988 rijden de metrolijnen ook op het traject van de Hokushin Kyūkō Spoorwegmaatschappij.

## Toekomst
Er bestaan plannen om de lijn vanaf het station Seishin-Chūō naar het westen te verlengen. Er zijn drie varianten:
- Naar het zuidwesten tot aan het station Nishi-Akashi.
- Naar het noordwesten tot aan Kakogawa
- Naar het noorden tot aan het station Oshibedani

In 1989 opperde men de eerste variant uit te voeren (deze zou gereed moeten zijn in 2005) en daarna de anderen te bekijken. Na de ineenstorting van de Japanse economie besloot het Kinki verkeersbureau in 2004 om de plannen nogmaals te onderzoeken, maar dat de aanleg van een eventuele verlenging iets voor de middellange termijn is.

## Stations
| Nummer              | Station                  | Japans             | Verbindingen | Wijk      | Stad |
| ------------------- | ------------------------ | ------------------ | --- | --------- | ---- |
| Hokushin-lijn       |                          |                    | |           |      |
| S01                 | Tanigami                 | 谷上               | Shintetsu: Arima-lijn | Kita-ku   | Kōbe |
| S02                 | Shin-Kōbe                | 新神戸             | West Japan Railway Company: Sanyō Shinkansen | Chūō-ku   | Kōbe |
| Seishin-Yamate-lijn |                          |                    | |           |      |
| S03                 | Sannomiya                | 三宮               | Metro van Kōbe: Kaigan-lijn (Station Sannomiya-Hanadokeimae: K01) West Japan Railway Company: Tokaido-lijn (JR Kobe-lijn) Hanshin: Hanshin-lijn Hankyū: Kōbe-lijn, Kōbe Kōsoku-lijn Kōbe Shinkōtsū: Port Liner | Chūō-ku   | Kōbe |
| S04                 | Kenchō-mae               | 県庁前             | | Chūō-ku   | Kōbe |
| S05                 | Ōkurayama                | 大倉山             | | Chūō-ku   | Kōbe |
| S06                 | Minatogawa-kōen          | 湊川公園           | Shintetsu: Arima-lijn, Kōbe Kōsoku-lijn (Station Minatogawa) | Hyōgo-ku  | Kōbe |
| S07                 | Kamisawa                 | 上沢               | | Hyōgo-ku  | Kōbe |
| S08                 | Nagata (Nagatajinja-mae) | 長田（長田神社前） | Hanshin: Kōbe Kōsoku-lijn (Station Kōsoku Nagata) | Nagata-ku | Kōbe |
| S09                 | Shin-Nagata              | 新長田             | Metro van Kōbe: Kaigan-lijn (K10) West Japan Railway Company: Sanyo-lijn (JR Kobe-lijn) | Nagata-ku | Kōbe |
| S10                 | Itayado                  | 板宿               | Sanyō: Sanyō-lijn | Suma-ku   | Kōbe |
| S11                 | Myōhōji                  | 妙法寺             | | Suma-ku   | Kōbe |
| S12                 | Myōdani                  | 名谷               | | Suma-ku   | Kōbe |
| S13                 | Sōgō Undō Kōen           | 総合運動公園       | | Suma-ku   | Kōbe |
| S14                 | Gakuen-Toshi             | 学園都市           | | Nishi-ku  | Kōbe |
| S15                 | Ikawadani                | 伊川谷             | | Nishi-ku  | Kōbe |
| S16                 | Seishin-minami           | 西神南             | | Nishi-ku  | Kōbe |
| S17                 | Seishin-chūō             | 西神中央           | | Nishi-ku  | Kōbe |